# محمد البریکی
محمد البریکی (انگلیسی: Mohammad Al-Buraiki؛ زادهٔ ۱۰ ژوئیهٔ ۱۹۸۰) بازیکن فوتبال اهل کویت است.
وی همچنین در تیم ملی فوتبال کویت بازی کرده‌است.